# Effetto wobble
L'effetto wobble, shimmy, tank-slapper, speed wobble, e anche death wobble viene generato dalle deformità della pavimentazione su cui scorre la ruota, qualsiasi essa sia, automobile, camion, aeroplani, motociclette e biciclette, che portano a generare una vibrazione della ruota a bassa frequenza (circa 4–10 Hz). L'effetto shimmy, ma che viene generato da difetti del sistema ruota e sviluppa frequenze più elevate.

## Descrizione
Quando si presenta una buca, un'asperità o un avvallamento, questo può generare una sollecitazione laterale, che spinge lo pneumatico lateralmente causandone una deformazione elastica; la ruota seguirà lo pneumatico a cui è vincolata e girando nel senso della forza applicata facendo flettere il sistema sospensione.
La forza creata dalla deformazione della ruota sarà contrastata dalla forza necessaria a far torcere la sospensione della ruota anteriore, mentre il mezzo procede sempre dritto, arrivando ad un punto di equilibrio e successivamente di inversione "secca" in cui tutta l'energia accumulata a causa della deformazione, viene liberata trovandosi nella situazione esattamente opposta.
Se la velocità è alta l'attrito con l'asfalto alimenta questo fenomeno nel sistema pneumatico/cerchione/sospensione amplificandolo e mantenendolo nel tempo, almeno finché la sospensione e lo pneumatico non riescono a dissipare l'energia a cui sono sottoposti portando il fenomeno a smorzarsi.

## Soluzioni
Utilizzare un sistema direzionale (volante o manubrio) grandi, con dei bilancieri o volani aiuta a contenere il fenomeno in quanto imprime una maggiore inerzia al sistema, un altro parametro è la sospensione, che deve garantire un maggiore assorbimento della sollecitazione, con l'utilizzo di sistemi meno rigidi, in particolar modo con ammortizzatori che permettano una maggiore fluidità di scorrimento della sospensione, permettendo anche di ridurre la forza impressa dall'irregolarità della pavimentazione.

Mentre per mitigare in modo indiretto tale effetto si adotta l'ammortizzatore di sterzo che assorbe parte dell'energia che si crea in questo meccanismo, evitando o riducendo la rotazione violenta della ruota e lo sviluppo di tale effetto.